# La storia di Clo-Clo
La storia di Clo-Clo è un film muto del 1923 diretto da Luciano Doria.

## Trama
Una sera che rientra tardi, Clo-Clo, una povera servetta di una padrona bisbetica ed autoritaria, viene scacciata di casa. Di notte, nel girovagare per le vie della città con la valigia e per sfuggire ad alcuni poliziotti che la credono una ladra, Clo-Clo si rifugia in casa del conte D'Erdeval. L'amante del conte però sospetta che Clo-Clo sia una rivale con conseguente scenata e minaccia di vendetta. Nel frattempo D'Erdeval viene informato che l'intendente di suo nonno lo sta derubando dei suoi beni. Si reca allora al castello assieme a Clo-Clo, la quale, fingendosi una svampita, segue da vicino le manovre dell'infedele amministratore riuscendo a farlo arrestare nel mentre, pistola in pugno, questi sta facendo redigere al nonno D'Erdeval un testamento a suo favore. Il lieto fine è assicurato anche per D'Erdeval e Clo-Clo, che scoprono poi d'amarsi e si sposano.

## Critica
Giuseppe Lega in La vita cinematografica del 30 aprile 1923: «[...] A noi questo lacrimevole soggetto non è piaciuto: cinematograficamente parlando, però, non è mal riuscito. Tuttavia una maggiore concisione gli avrebbe giovato. Certo si è che a Diomira Jacobini spetta il merito di aver tenuta desta e viva l'attenzione degli spettatori con la sua grazia e la sua gaminerie deliziosissima di donna e di attrice. A nostro modo di vedere, questo lavoro è la migliore e più vissuta interpretazione sua. Anche il Rossi-Pianelli ha avuto momenti felici, pur avendo esagerato in molte scene. Attore di linea ci è sembrato, ancora una volta, Vittorio Pieri. Deplorevole, fiacco e scolorito Alberto Collo. Si ha l'impressione che egli reciti distrattamente e senza volontà [...]».
R. D'Orazio in La rivista cinematografica del 10 luglio 1923: «[...] Questa Storia di Clo-Clo è una delle più belle fatiche della Diomira. La sua semplicità ha del meraviglioso. Ella non recita mai: vive sempre. Le prime scene - quando si nasconde sotto le coperte e di sotto ad esse sbuca con il cappellino in testa - sono di una comicità schietta e salutare; quelle dell'alienazione mentale, e quando spia l'intendente ed il conte, hanno un valore altamente e fortemente espressivo: ed infine, quando risponde il "non so" alla domanda del Conte, è di una emotività semplice, sì, ma assolutamente viva. Alberto Collo l'ha seguita degnamente. Rossi-Pianelli è stato efficace e con qualche momento felice. Nelle due lotte con la Miche è però completamente fuori posto: assolutamente ridicoli - e lui e il contino - nell'altra lotta. Certe pecche non solo non sfuggono all'occhio del critico, ma nemmeno a quello del pubblico, che si pronunziò troppo lusinghieramente, a voce alta... In fondo la recitazione è ottima: la tecnica perfettissima, da non aver proprio nulla da invidiare ai tanto lodati Americani: la mise en scène buona, con qualche interno ottimo; la fotografia di Ubaldo Arata chiara, nitida, luminosissima, stereoscopica [...]».